# Носатка
Носатката (Libythea celtis) е вид пеперуда от семейство Многоцветници (Nymphalidae).

## Описание
Размахът на крилете е 3,4 – 4,4 cm. Основният им цвят е кафяв с оранжеви петна. Дългите палпи на устния апарат придават издължен вид на главата, оттам идва и българското название „носатка“.

## Разпространение
Видът е разпространен в средиземноморските страни на Северна Африка и Южна Европа, включително и на Балканите и Крим. Пеперудата се среща също така и в цяла централна и южна Азия до Япония.
Среща се и в България.

## Начин на живот и хранене
Пеперудата обитава ливади и храсталаци в райони от 400 до около 1500 м. н.в. Основно хранително растение на гъсениците са брястовете.